# I-174 (tàu ngầm Nhật)
I-74, sau đổi tên thành I-174, là một tàu ngầm tuần dương  Lớp Kaidai thuộc phân lớp Kaidai VIb nhập biên chế cùng Hải quân Đế quốc Nhật Bản vào năm 1938. Nó đã phục vụ trong suốt Chiến tranh Thế giới thứ hai, hỗ trợ cho cuộc tấn công Trân Châu Cảng, tham gia Trận Midway, các chiến dịch Guadalcanal, New Guinea và Gilbert và Marshall, cũng như hoạt động ngoài khơi Australia, cho đến khi bị máy bay tuần tra Hoa Kỳ đánh chìm gần Truk vào tháng 4, 1944.

## Thiết kế và chế tạo

### Thiết kế
Phân lớp tàu ngầm Kaidai VIb về căn bản lặp lại thiết kế của phân lớp Kaidai VIa. Chúng có trọng lượng choán nước 1.814 tấn (1.785 tấn Anh) khi nổi và 2.605 tấn (2.564 tấn Anh) khi lặn, lườn tàu có chiều dài 105 m (344 ft 6 in), mạn tàu rộng 8,2 m (26 ft 11 in) và mớn nước sâu 4,57 m (15 ft 0 in). Con tàu có thể lặn sâu 75 m (246 ft) và có một thủy thủ đoàn đầy đủ bao gồm 70 sĩ quan và thủy thủ.
Chiếc tàu ngầm trang bị hai động cơ diesel Kampon Mk.1A Model 8 hai thì công suất 4.500 mã lực phanh (3.356 kW), mỗi chiếc vận hành một trục chân vịt. Khi lặn, mỗi trục được vận hành bởi một động cơ điện 900 mã lực (671 kW).Con tàu có thể đạt tốc độ tối đa 23 hải lý trên giờ (43 km/h; 26 mph) khi nổi và 8 hải lý trên giờ (15 km/h; 9,2 mph) khi lặn. Khi Kaidai VIb di chuyển trên mặt nước nó đạt tầm xa hoạt động 10.000 hải lý (19.000 km; 12.000 mi) ở tốc độ 16 hải lý trên giờ (30 km/h; 18 mph), và có thể lặn xa 65 nmi (120 km; 75 mi) ở tốc độ 3 hải lý trên giờ (5,6 km/h; 3,5 mph).
Lớp Kaidai VIb có sáu ống phóng ngư lôi 53,3 cm (21,0 in), gồm bốn ống trước mũi và hai ống phía đuôi, và mang tổng cộng 14 ngư lôi. Vũ khi trên boong tàu bao gồm hải pháo 12 cm (4,7 in)/45 caliber, cùng hai súng máy 13,2 mm (0,52 in) nòng đơn phòng không.

### Chế tạo
Trong khuôn khổ Chương trình Vũ trang Hải quân Bổ sung thứ hai năm 1934, con tàu được đặt lườn tại Xưởng vũ khí Hải quân Sasebo ở Sasebo vào ngày 16 tháng 10, 1934. Nó được hạ thủy vào ngày 28 tháng 3, 1937 và đặt tên I-74 vào ngày 1 tháng 6, 1938. Nó hoàn tất và nhập biên chế vào ngày 15 tháng 8, 1938.

## Lịch sử hoạt động

### 1938 - 1940
Vào ngày nhập biên chế, I-74 được điều về Quân khu Hải quân Kure và gia nhập Đội tàu ngầm 11, một đơn vị dưới quyền Hải đội Tàu ngầm 2 trực thuộc Đệ Nhị hạm đội, thuộc thành phần Hạm đội Liên hợp. Đội tàu ngầm 11 được điều động gia nhập Hải đội Tàu ngầm 3 trực thuộc Đệ Nhị hạm đội vào ngày 15 tháng 11, 1939.
I-74 khởi hành từ Okinawa vào ngày 27 tháng 3, 1940 để cùng các tàu ngầm I-68, I-69, I-70, I-73 và I-75 tham gia chuyến đi huấn luyện tại vùng biển phía Nam Trung Quốc; và sau khi hoàn tất sáu chiếc tàu ngầm đã đi đến Takao (nay là Cao Hùng), Đài Loan vào ngày 2 tháng 4, 1940. Vào ngày 11 tháng 10, 1940, I-74 cùng với 97 tàu chiến khác và 527 máy bay hải quân Nhật Bản tập trung tại vịnh Yokohama để tham gia cuộc duyệt binh hạm đội lớn nhất trong lịch sử Nhật Bản, nhân kỷ niệm 2.600 năm đăng quang của Thiên hoàng Jimmu. Sau đó Hải đội Tàu ngầm 3 được điều động sang Đệ Lục hạm đội, cùng thuộc thành phần Hạm đội Liên hợp, vào ngày 15 tháng 11, 1940.

### 1941
Đến đầu tháng 11, Hải đội Tàu ngầm 3 được điều động về Lực lượng Viễn Chinh Tiền Phương của Đệ Lục hạm đội, rồi đến ngày 11 tháng 11, bên trên soái hạm Katori, Phó đô đốc Shimizu Mitsumi, Tư lệnh Đệ Lục hạm đội, công bố Kế hoạch Z, là kế hoạch tấn công căn cứ Trân Châu Cảng của Hải quân Hoa Kỳ, mở màn cho cuộc xung đột tại Thái Bình Dương. Khi lực lượng Hải quân Nhật Bản bắt đầu được huy động cho chiến dịch, I-74 khởi hành từ vịnh Saeki tại bờ biển Kyūshū vào ngày 11 tháng 11, cùng với tàu ngầm I-75 hướng sang Kwajalein thuộc quần đảo Marshall, đến nơi vào ngày 20 tháng 11.

#### Chuyến tuần tra thứ nhất - Tấn công Trân Châu Cảng
Với Tư lệnh Đội tàu ngầm 11 trên tàu, I-74 khởi hành từ Kwajalein vào ngày 23 tháng 11 cho chuyến tuần tra đầu tiên, hướng sang khu vực quần đảo Hawaii. Lúc đang trên đường đi, vào ngày 2 tháng 12, nó nhận được thông điệp từ Hạm đội Liên hợp: "Leo núi Niitaka 1208" (tiếng Nhật: Niitakayama nobore 1208), là mật lệnh cho biết chiến sự với Khối Đồng Minh sẽ bắt đầu vào ngày 8 tháng 12 (theo giờ Nhật Bản, tức ngày 7 tháng 12 tại Hawaii bên kia đường đổi ngày). Nó đi đến vị trí về phía Nam Oahu vào ngày 4 tháng 12.
Vào đúng ngày 7 tháng 12, các tàu ngầm khác thuộc Hải đội Tàu ngầm 3 được bố trí về phía Nam Oahu, sẵn sàng tấn công mọi tàu bè tìm cách thoát khỏi Trân Châu Cảng. I-74 được phái tuần tra tìm kiếm và giải cứu ngoài khơi Niihau. Phi công Nhật Bản không thể quay lại tàu sân bay sau cuộc tấn công do bị thương, hư hại hay hết nhiên liệu được hướng dẫn hạ cánh tại Niihau, nơi I-74 sẽ giải cứu họ. Tuy nhiên vào lúc hai máy bay tiêm kích Mitsubishi A6M Zero, xuất phát từ các tàu sân bay Hiryū và Sōryū, đi đến Niihau vào ngày 7 tháng 12, I-74 đã kết thúc nhiệm vụ tìm kiếm giải cứu và rời khỏi khu vực. Phi công từ Sōryū quyết định tự sát khi đâm máy bay xuống biển, trong khi viên phi công từ Hiryū hạ cánh xuống Niihau và khủng bố dân cư bản địa tại đây, trong một vụ được xem là sự kiện Niihau, cho đến khi bị bắn chết vào ngày 13 tháng 12.
Rời khu vực quần đảo Hawaii vào ngày 17 tháng 12, I-74 đi đến rạn san hô Kingman thuộc quần đảo Line để điều tra một căn cứ Hải quân Hoa Kỳ được cho đã thành lập tại đây. Sau khi trinh sát Kingman từ ngày 23 đến ngày 25 tháng 12 mà không tìm thấy căn cứ nào, nó lên đường quay trở về Kwajalein, đến nơi vào ngày 31 tháng 12.

### 1942
I-74 cùng với I-75 khởi hành từ Kwajalein vào ngày 13 tháng 1, 1942 để hướng lên phía Bắc, đi ngang qua đảo Midway trên đường đi sang khu vực quần đảo Aleut. Từ đây hai chiếc tàu ngầm lên đường quay trở về Nhật Bản, về đến Yokosuka vào ngày 19 tháng 2.

#### Chuyến tuần tra thứ hai
Ở lại Nhật Bản để nghỉ ngơi, bảo trì và tiếp liệu cho đến ngày 15 tháng 4, I-74 cùng với I-75 khởi hành từ Kure, Hiroshima cho chuyến tuần tra thứ hai tại một tuyến phòng thủ về phía Đông Nhật Bản. Trong khi nó đang tuần tra, Hải quân Hoa Kỳ tổ chức cuộc Không kích Doolittle xuống đảo Honshū vào ngày 18 tháng 4, với 16 máy bay ném bom Không lực B-25 Mitchell cất cánh từ tàu sân bay USS Hornet (CV-8). Để hỗ trợ cho cuộc ném bom, máy bay F4F Wildcat và SBD Dauntless từ tàu sân bay USS Enterprise (CV-6) đã tấn công các tàu tuần tra Nhật Bản tại vùng biển Bắc Thái Bình Dương. I-74 đã cứu vớt thủy thủ đoàn chiếc Iwate Maru số 1 bị đắm vào ngày 19 tháng 4, sau khi bị hư hại một ngày trước đó, và chuyển họ sang tàu tuần dương hạng nhẹ Kiso bốn ngày sau đó. I-74 và I-75 kết thúc chuyến tuần tra tại Kwajalein vào ngày 10 tháng 5.

#### Trận Midway
I-74 được đổi tên thành I-174 vào ngày 20 tháng 5, và I-75 cũng được đổi tên thành I-175 tương ứng. Cả hai cùng rời Kwajalein trong ngày hôm đó để tham gia Chiến dịch MI, là kế hoạch xâm chiếm đảo Midway. Nhiệm vụ đầu tiên của họ là hỗ trợ cho giai đoạn chuẩn bị trong Chiến dịch K-2 tại bãi cạn Frigate Pháp, nơi các tàu ngầm I-121 và I-123 sẽ tiếp nhiên liệu cho hai thủy phi cơ Kawanishi H8K, để chúng tiến hành trinh sát Trân Châu Cảng. Trong khi đó I-174 sẽ hoạt động về phía Nam Trân Châu Cảng để giải cứu các đội bay nếu họ bị bắn rơi, và đã đi đến khu vực tuần tra được chỉ định cách 20 nmi (37 km) về phía Đông Nam Oahu vào ngày 29 tháng 5. Các chiếc Kawanishi H8K dự định sẽ bay đến bãi cạn Frigate Pháp vào ngày 30 tháng 5 để tiến hành trinh sát Trân Châu Cảng vào ngày hôm sau.
Tuy nhiên khi I-123 đi đến bãi cạn Frigate Pháp vào ngày 29 tháng 5, các tàu tiếp liệu thủy phi cơ USS Ballard (AVD-10) và USS Thornton (AVD-11) đã hoạt động cùng những thủy phi cơ tại khu vực này, Nó báo cáo tình hình về căn cứ khi nổi lên lúc chiều tối, và chuyến bay trinh sát của Kawanishi H8K bị hoãn lại 24 giờ. Khi I-123 tiếp tục trinh sát vào ngày hôm sau, các tàu chiến Hoa Kỳ vẫn ở tại chỗ và thủy phi cơ hạ cánh trong vũng biển, cho thấy ý định sử dụng đảo san hô này như một căn cứ thủy phi cơ. Phía Nhật Bản quyết định hủy bỏ toàn bộ Chiến dịch K-2, nên I-174 cùng I-175 gia nhập tuyến tuần tra tại Thái Bình Dương giữa 20°00′B 166°20′T / 20°B 166,333°T và 23°30′B 166°20′T / 23,5°B 166,333°T, với nhiệm vụ đánh chặn mọi lực lượng tăng viện từ Hawaii đến Midway. Trong Trận Midway diễn ra sau đó từ ngày 4 đến ngày 7 tháng 6, phía Nhật Bản chịu một thất bại lớn với bốn tàu sân bay cùng một tàu tuần dương hạng nặng bị đánh chìm. Không bắt gặp mục tiêu nào trong suốt trận chiến, I-174 kết thúc chuyến tuần tra khi về đến Kwajalein vào ngày 20 tháng 6.

#### Chuyến tuần tra thứ ba
Khởi hành từ Kwajalein vào ngày 9 tháng 7 cho chuyến tuần tra thứ ba, I-174 hoạt động trinh sát khu vực Port Moresby, New Guinea. Tuy nhiên không lâu sau khi xuất phát, nó gặp trục trặc rò rỉ dầu, buộc phải kết thúc chuyến tuần tra và đi đến Rabaul trên đảo New Ireland thuộc quần đảo Bismarck để sửa chữa. Nó đi đến căn cứ Rabaul vào ngày 23 tháng 7.

#### Chuyến tuần tra thứ tư
Sau khi hoàn tất việc sửa chữa, I-174 khởi hành từ Rabaul vào ngày 24 tháng 7 cho chuyến tuần tra thứ tư, đi đến khu vực hoạt động được chỉ định ngoài khơi bờ biển Australia tại vùng phụ cận Sydney. Nó cũng hoạt động tại khu vực Nouméa. Vào lúc này Chiến dịch Guadalcanal mở màn khi lực lượng Thủy quân Lục chiến Hoa Kỳ đổ bộ lên đảo Guadalcanal về phía Đông Nam quần đảo Solomon vào ngày 7 tháng 8. Nhằm đối phó, chiếc tàu ngầm chuyển đến tuần tra tại khu vực Solomon; tuy nhiên nó không bắt gặp mục tiêu nào và kết thúc chuyến tuần tra khi về đến Rabaul vào ngày 17 tháng 8.

#### Chuyến tuần tra thứ năm
I-174 khởi hành từ Rabaul cho chuyến tuần tra thứ năm, cùng với các tàu ngầm I-175 và I-11 hoạt động tại vùng biển phía Tây Nam đảo Rennell và Đông Nam đảo San Cristóbal về phía Đông Nam quần đảo Solomon. Không có sự kiện đặc biệt nào xảy ra, và nó kết thúc chuyến tuần tra khi quay về căn cứ Truk tại quần đảo Caroline vào ngày 22 tháng 9.

#### Chuyến tuần tra thứ sáu
Sau khi được sửa chữa, I-174 cùng với tàu ngầm I-175 khởi hành từ Truk vào ngày 16 tháng 10 cho chuyến tuần tra thứ sáu, hoạt động tại khu vực đá ngầm Indispensable về phía Nam đảo Rennell trong thành phần của Nhóm B, một tuyến tuần tra bao gồm các tàu ngầm I-175, I-9, I-15 I-21 và I-24. Chuyến tuần tra vẫn không mang lại kết quả, và chiếc tàu ngầm quay trở về Truk vào ngày 4 tháng 11 để sửa chữa. I-174 rời Truk vào ngày 6 tháng 11, 1942 để quay trở về Nhật Bản, về đến Kure vào ngày 12 tháng 11, nơi nó được đại tu.

### 1943
Đội tàu ngầm 11 được giải thể vào ngày 15 tháng 3, 1943, và I-175 được điều sang Đội tàu ngầm 12 cùng thuộc thành phần Hải đội Tàu ngầm 3. Sau khi hoàn tất việc đại tu, nó rời Kure vào ngày 5 tháng 5 để hướng sang Truk, đến nơi vào ngày 11 tháng 5.

#### Chuyến tuần tra thứ bảy
I-174 khởi hành từ Truk lúc 17 giờ 00 ngày 16 tháng 5 cho chuyến tuần tra thứ bảy tại khu vực bờ biển phía Đông Australia. Vào ngày 27 tháng 5, nó đi đến vị trí 30 nmi (56 km) ngoài khơi mũi Sandy, là điểm cực Bắc của đảo Fraser ngoài khơi bờ biển Queensland, Australia. Đến 03 giờ 20 phút ngày hôm sau 28 tháng 5, một máy bay tuần tra Bristol Beaufort thuộc Liên đội 32 Không quân Hoàng gia Australia (RAAF) phát hiện chiếc tàu ngầm qua radar ở khoảng cách 4,5 nmi (8,3 km) và tiếp cận, nhìn thấy mục tiêu ở khoảng cách 600 yd (550 m). Tuy nhiên I-174 đã lặn khẩn cấp và né tránh được.
Sang sáng ngày 1 tháng 6, I-174 đang ở vị trí 70 nmi (130 km) về phía Đông Brisbane, Australia, khi nó phát hiện một tàu buôn ước lượng khoảng 6.000 tấn. Đây là chiếc tàu chở hàng Hoa Kỳ Point San Pedro (3.306 tấn) đang trong chặng cuối của hành trình dài từ Balboa, Panama đến Brisbane. I-174 phóng bốn ngư lôi tấn công lúc 11 giờ 36 phút, nhưng tất cả đều bị trượt, và chỉ trong vòng một giờ, một máy bay Avro Anson thuộc Liên đội 71 RAAF xuất phát từ Lowood, Queensland đã có mặt để truy tìm đối phương. Sang ngày hôm sau, có tổng cộng sáu chiếc Avro Anson từ Lowood và thêm bốn chiếc từ Coffs Harbour, New South Wales đã tham gia vào việc truy lùng chiếc tàu ngầm, nhưng không phát hiện ra I-174.
Đang khi đi ngầm ngoài khơi Brisbane vào ngày 3 tháng 6, I-174 phát hiện một đoàn tàu vận tải Đồng Minh với ít nhất sáu tàu buôn được ba tàu khu trục hộ tống ở khoảng cách 16.250 yd (14,86 km). Nó trồi lên mặt nước lúc 18 giờ 00 để đuổi theo, nhưng một tàu hộ tống phía cuối đoàn tàu đã đổi hướng và tiếp cận, nên I-174 buộc phải từ bỏ cuộc tấn công và rút lui.
Vào 08 giờ 45 phút ngày hôm sau 4 tháng 6, I-174 đang lặn ngoài khơi mũi Moreton ở phía cực Đông Bắc đảo Moreton, Đông Nam Queensland, Australia khi nó phát hiện tàu vận tải Lục quân Hoa Kỳ USAT Edward Chambers (4.113 tấn) vốn đang trong hành trình từ Balboa, Panama đến Brisbane. Không thể tiếp cận để tấn công ngầm dưới nước, I-174 trồi lên mặt nước và tấn công bằng hải pháo 120 milimét (4,7 in), bắn chín phát nhưng đều không trúng đích. Edward Chambers đáp trả với 12 phát đạn pháo từ khẩu pháo 3 inch (76 mm) phía đuôi, buộc I-174 phải lặn xuống ẩn nấp. Một máy bay Bristol Beaufort thuộc Liên đội 32 RAAF được phái đến trợ giúp nhưng không tìm thấy tàu ngầm đối phương; sau đó tàu corvette quét mìn HMAS Bendigo (J187), vốn đang hộ tống đoàn tàu vận tải PG53, cũng tham gia truy tìm cùng với năm máy bay Avro Anson xuất phát từ Lowood. I-174 buộc phải ẩn nấp sâu dưới nước và di chuyển về phía Nam lúc xế trưa.
Đến 10 giờ 25 phút ngày 5 tháng 6, I-174 đang ở vị trí 60 nmi (110 km) về phía Đông Bắc Coffs Harbour khi nó phát hiện tiếng chân vịt cùa Đoàn tàu PG53 ở khoảng cách 13.000 yd (12 km). Lợi dụng tầm nhìn kém do thời tiết xấu, nó trồi lên mặt nước lúc 12 giờ 55 phút và di chuyển đến khoảng cách còn 1.600 yd (1.500 m) với chiếc đi cuối đoàn tàu. Nó tìm cách rút ngắn thêm khoảng cách, nhưng máy bay tuần tra xuất hiện hai lần, buộc nó phải lặn xuống khoảng 20 đến 25 phút trước khi trở lên mặt biển. Đến 20 giờ 22 phút, khi I-174 còn cách Đoàn tàu PG25 4.000 yd (3.700 m) về phía đuôi và chuẩn bị tấn công, một tàu khu trục hướng thẳng đến nó, buộc I-174 phải lặn xuống. Khi nó nổi trở lên lúc 21 giờ 25 phút, tàu hộ tống đối phương lại xuất hiện, buộc nó tiếp tục lặn xuống. I-174 trở lên mặt nước để đi hết tốc độ để đón đầu đoàn tàu lúc trời sáng, và khi đến nơi nó lặn xuống phục kích mục tiêu. Nhưng đến bình minh ngày 6 tháng 6, Đoàn tàu PG53 lại bỏ xa nó ở khoảng cách 21.500 yd (19,7 km). Do khoảng cách xa và nguy cơ bị máy bay tuần tra đối phương bắt gặp, nó từ bỏ cuộc truy đuổi và hướng xuống phía Nam, đi đến ngoài khơi Newcastle, New South Wales lúc 19 giờ 00.
I-174 đang ở vị trí 100 nmi (190 km) về phía Đông Sydney lúc 04 giờ 50 phút ngày 7 tháng 6, khi nó phát hiện tàu Liberty Hoa Kỳ SS John Bartram (7.176 tấn) đang trong chặng cuối của hành trình dài từ San Francisco, California đến Sydney. Trong lúc John Bertram chạy zig-zag, I-174 rút ngắn khoảng cách và đón đầu, chuẩn bị cho một đợt tấn công lúc bình minh. Đến 06 giờ 06 phút, I-174 phóng một loạt bốn quả ngư lôi tấn công, và trinh sát viên trên John Bertram trông thấy hai quả băng qua trước mũi tàu lúc 06  giờ 10 phút. Thủy thủ của John Bertram cảm nhận được một vụ nổ lớn dưới nước, trong khi thủy thủ của I-174 nghe thấy hai quả ngư lôi kích nổ. Hạm trưởng của I-174 quan sát qua kính tiềm vọng, đánh giá nhầm John Bertram đã trúng ngư lôi và ngập nước. Khi quả ngư lôi thứ ba phát nổ, hạm trưởng của I-174 nghĩ rằng đối phương thả mìn sâu phản công nên ra lệnh lặn sâu hơn né tránh. Thủy thủ của I-174 nghe thấy tiếng động cơ của John Bertram ngừng quay nên tin rằng họ đã đánh chìm mục tiêu, nhưng thực ra John Bertram sống sót qua đợt tấn công mà không bị hư hại.
Sau đó I-174 rút lui về hướng Đông. Đến chiều tối ngày 9 tháng 6, nó đi đến biển Tasman, là giới hạn phía Nam của khu vực tuần tra được chỉ định, nhưng không tìm thấy mục tiêu nào khác cho đến ngày 13 tháng 6. Lúc 14 giờ 00, nó trông thấy một đoàn tàu vận tải với ít nhất sáu tàu buôn được hai tàu khu trục hộ tống, tại vị trí 30 nmi (56 km) về phía Đông Wollongong. Tuy nhiên nó không thể tấn công do mục tiêu ở quá xa. Khi trồi lên mặt nước lúc 18 giờ 40, nó phát hiện một tàu đối phương nên lại phải lặn xuống. Một máy bay Bristol Beaufort RAAF xuất phát từ Coffs Harbour phát hiện I-174 qua radar lúc 22 giờ 50 phút ngày 14 tháng 6, chiếc Beaufort ném hai quả bom tấn công nhưng không trúng đích, và chiếc tàu ngầm phải lặn khẩn cấp và ở dưới nước suốt 35 phút để né tránh. Chiếc máy bay tuần tra tiếp tục lãng vãng trong khu vực, và tấn công ngay sau khi I-174 vừa nổi trở lên mặt nước, quả bom nổ gần mạn trái tàu. Lần này chiếc tàu ngầm phải lặn thêm 25 phút trước khi trở lên mặt nước.
Đến 01 giờ 00 ngày 16 tháng 6, I-174 nó đi đến ngoài khơi mũi Smoky, tại bờ biển Đông Nam New South Wales của Coffs Harbour. Lúc 16 giờ 37 phút, nó phát hiện Đoàn tàu GP55, bao gồm mười tàu chở hàng và ba tàu đổ bộ LST, được các tàu corvette HMAS Kalgoorlie, HMAS Warrnambool, HMAS Deloraine, HMAS Bundaberg và HMAS Cootamundra hộ tống. Sau khi xâm nhập lọt qua hàng rào hộ tống, nó phóng hai quả ngư lôi nhắm vào hai mục tiêu chồng lấp nhau, được ước lượng 8.000 đến 10.000 tấn tải trọng. Một quả ngư lôi đánh trúng chiếc USS LST-469 (5.000 tấn) bên mạn phải phía đuôi, làm thiệt mạng 26 người và hỏng bánh lái. Ngay sau đó, tàu vận tải Lục quân USAT Portmar (5.551 tấn), chở nhiên liệu và đạn dược, trúng quả ngư lôi thứ hai bên mạn phải, khiến nhiên liệu nổ tung và cả con tàu bốc cháy, rồi đạn dược bắt đầu phát nổ không lâu sau đó. Thủy thủ của Portmar buộc phải bỏ tàu chỉ bảy phút sau khi trúng ngư lôi, và nó đắm tại tọa độ 30°59′N 153°48′Đ / 30,983°N 153,8°Đ, trở thành con tàu cuối cùng bị tàu ngầm Nhật Đánh chìm tại bờ biển phía Đông Australia. Hạm trưởng của I-174 tin rằng họ đã đánh chìm cả hai con tàu, nhưng thực ra LST-469 vẫn tiếp tục nổi và được kéo về Sydney để sửa chữa, nhưng không kịp để tham gia cuộc đổ bộ của lực lượng Đồng Minh lên các đảo Woodlark và Kiriwina vào ngày 30 tháng 6. Kalgoorlie và Warrnambool tiếp tục truy đuổi I-174 và tấn công bằng mìn sâu, nhưng chiếc tàu ngầm đã thoát được.
Đến ngày 20 tháng 6, I-174 được lệnh kết thúc chuyến tuần tra và quay trở về Truk theo tuyến đường ngang qua phía Đông quần đảo Solomon. Nó không bắt gặp tàu bè hay máy bay nào khác trên chặng quay trở về, và về đến Truk vào ngày 1 tháng 7.

#### Chiến dịch New Guinea
Được phân công hỗ trợ tiếp liệu cho lực lượng Nhật Bản tham gia Chiến dịch New Guinea, I-174 tiến hành những chuyến đi tiếp liệu giữa Rabaul và New Guinea. Nó khởi hành từ Truk vào ngày 9 tháng 8 để đi sang Rabaul, đến nơi vào ngày 13 tháng 8. Nó bắt đầu chuyến đi tiếp liệu New Guinea đầu tiên khi rời Rabaul vào ngày 31 tháng 8, đi đến Lae, New Guinea vào ngày 2 tháng 9 để chất dỡ hàng tiếp liệu, rồi lên đường cùng ngày hôm đó để quay trở về Rabaul. Máy bay Đồng Minh truy đuổi con tàu trên đường đi, nhưng nó quay về Rabaul an toàn vào ngày 4 tháng 9.
Với Chuẩn đô đốc Kunio Mori, Tư lệnh mới của Căn cứ Hải quân 7 trên tàu, I-174 rời Rabaul vào ngày 7 tháng 9 cho chuyến đi tiếp liệu New Guinea thứ hai. Nó đi đến Lae vào ngày 9 tháng 9 và tiễn đô đốc Mori lên bờ cùng chất dỡ hàng tiếp liệu, rồi đón lên tàu Tư lệnh cũ của Căn cứ Hải quân 7, Chuẩn đô đốc Ruitaro Fujita, cùng các sĩ quan tham mưu Lục quân và 30 bệnh binh, nó khởi hành cùng ngày hôm đó để quay trở lại Rabaul. Trên đường quay trở về, I-174 bị một tàu khu trục Đồng Minh tấn công vào ngày 10 tháng 9, với 26 quả mìn sâu được thả xuống. Khi hầu như đã cạn kiệt oxy, nó trồi lên mặt nước, nhưng không thấy tàu đối phương và tiếp tục hành trình. Khi gần đến Rabaul, một máy bay ném bom B-17 Flying Fortress của Không lực Hoa Kỳ lại tấn công vào ngày 12 tháng 9, thả nhiều quả bom xuống gần tàu nhưng không gây hư hại nào đáng kể; nó về đến Rabaul cùng ngày hôm đó. Vào thời gian này, Hải đội Tàu ngầm 3 được giải thể vào ngày 15 tháng 9, và Đội tàu ngầm 12 của được phối thuộc trực tiếp cùng Đệ Lục hạm đội.
I-174 thực hiện chuyến đi tiếp liệu New Guinea thứ ba, khi nó rời Rabaul vào ngày 19 tháng 9 để hướng đến Finschhafen, đến nơi vào ngày 21 tháng 9. Sau khi chất dỡ hàng tiếp liệu ngay trong ngày hôm đó, nó lên đường quay trở lại Rabaul. Đang khi nó trên đường đi, lực lượng Lữ đoàn 20 Lục quân Australia đổ bộ lên Finschhafen như một phần của Chiến dịch bán đảo Huon, nên I-174 được lệnh chuyển hướng để tấn công Lực lượng Đặc nhiệm 76, là đơn vị hải quân hỗ trợ cho cuộc đổ bộ. Tấn công bất thành, nó về đến Rabaul vào ngày 24 tháng 9.
Chuyến đi tiếp liệu New Guinea thứ tư của I-174 lại tiếp theo vào ngày 29 tháng 9, khi nó rời Rabaul để vận chuyển tiếp liệu đến Sio, trở thành tàu ngầm đầu tiên tiếp tế cho Sio. Nó đến nơi vào ngày 1 tháng 10, chất dỡ hàng tiếp liệu, rồi quay trở lại Rabaul và ở lại đây từ ngày 3 đến ngày 11 tháng 10. Chiếc tàu ngầm quay trở lại Truk vào ngày 16 tháng 10.

#### Chuyến tuần tra thứ tám
Chiến dịch quần đảo Gilbert và Marshall do phía Đồng Minh tiến hành được bắt đầu vào ngày 20 tháng 11, khi lực lượng Hoa Kỳ đổ bộ lên các đảo san hô Tarawa và Butaritari (bị gọi nhầm là đảo Makin) thuộc quần đảo Gilbert. Để đối phó, Tư lệnh Đệ Lục hạm đội, Phó đô đốc Takeo Takagi, ra lệnh cho các tàu ngầm I-19, I-21, I-35, I-39, I-40, I-169, I-174, I-175 và Ro-38 hướng đến Tarawa để tấn công một lực lượng khoảng 200 tàu chiến Đồng Minh đang tập trung.
Vì vậy, I-174 xuất phát từ Truk vào ngày 24 tháng 11 cho chuyến tuần tra thứ tám, giúp hình thành nên tuyến tuần tra về phía Tây Bắc Butaritari. Vào ngày 1 tháng 12, một máy bay tuần tra hải quân Nhật Bản báo cáo về một đoàn tàu vận tải Đồng Minh, bao gồm sáu tàu vận tải được ba tàu khu trục hộ tống, đang hướng đến Butaritari, nên đô đốc Takagi ra lệnh cho I-21 cùng I-174 đánh chặn và tiêu diệt. Tuy nhiên, I-21 có thể đã bị đánh chìm vào ngày 24 tháng 11, còn I-174 đã không tìm thấy đoàn tàu vận tải đối phương.
Trong đêm 6 tháng 12, I-174 đang ở trên mặt nước tại vị trí 30 nmi (56 km) về phía Đông Tarawa để nạp lại điện cho ắc-quy khi một tàu khu trục Hoa Kỳ tiếp cận nó. Chiếc tàu ngầm phải lặn khẩn cấp để né tránh, và lượf tấn công bằng mìn sâu tiếp theo khiến nó hỏng đèn và rò rỉ làm ngập nước phòng động cơ diesel và phòng động cơ điện. Khi ắc-quy và oxy hầu như đã cạn kiệt, I-174 buộc phải trồi lên mặt nước chấp nhận đối đầu nếu cần, nhưng chạy thoát được nhờ ẩn náu trong một cơn mưa giông, rồi quay trở về Truk, đến nơi vào ngày 10 tháng 12. Sau khi được tiếp thêm ngư lôi từ tàu tiếp liệu tàu ngầm Heian Maru vào ngày 20 tháng 12, I-174 khởi hành từ Truk ba ngày sau đó để quay trở về Nhật Bản, đi đến Kure vào ngày 30 tháng 12, và được sửa chữa tại đây.

### 1944

#### Chuyến tuần tra thứ chín
Sau khi hoàn tất việc sửa chữa, I-174 khởi hành từ Kure vào ngày 3 tháng 4, 1944 cho chuyến tuần tra thứ chín tại khu vực quần đảo Marshall. Nó gửi một báo cáo thường lệ từ khu vực phía Nam Truk vào ngày 10 tháng 4, nhưng sau đó mất liên lạc, và đã không hồi đáp một mệnh lệnh gửi cho nó vào ngày 11 tháng 4.

#### Bị mất
Sáng sớm ngày 12 tháng 4, một máy bay tuần tra PB4Y-1 Liberator thuộc Liên đội Ném bom VB-108 Hải quân xuất phát từ Eniwetok đã phát hiện và ném bom tấn công một tàu ngầm về phía Đông Nam Truk, cho rằng đã đánh chìm mục tiêu. Trong hai ngày tiếp theo, họ phát hiện một vệt dầu loang lớn cùng nhiều mảnh vỡ tại tọa độ 10°45′B 152°29′Đ / 10,75°B 152,483°Đ. Tài liệu thu được từ phía Nhật Bản sau chiến tranh xác nhận đối tượng bị chiếc Liberator đánh chìm là tàu ngầm I-174.
Vào ngày 13 tháng 4, 1944, Hải quân Nhật Bản công bố I-174 đã bị mất tại phía Đông Truk với tổn thất toàn bộ 107 người trên tàu. Tên nó được cho rút khỏi đăng bạ hải quân vào ngày 10 tháng 6, 1944.